# NGC 280
NGC 280 est une vaste et lointaine galaxie spirale intermédiaire située dans la constellation d'Andromède. NGC 280 a été découverte par l'astronome germano-britannique William Herschel en 1785.

## Caractéristiques
Sa vitesse par rapport au fond diffus cosmologique est de 9 838 ± 23 km/s, ce qui correspond à une distance de Hubble de 145 ± 10 Mpc (∼473 millions d'al).
À ce jour, 13 mesures non basées sur le décalage vers le rouge (redshift) donnent une distance de 125,669 ± 15,078 Mpc (∼410 millions d'al), ce qui est à l'intérieur des valeurs de la distance de Hubble.
NGC 280 présente une large raie HI.
La base de données NASA/IPAC et Wolfgang Steinicke classent cette galaxie comme une spirale barrée, mais l'image provenant de l'étude SDSS ne montre pas la présence d'une barre. La classification de spirale intermédiaire semble mieux correspondre.